# Toni Vilander
Toni Vilander (ur. 25 lipca 1980 roku w Kankaanpää) – fiński kierowca wyścigowy.

## Kariera
Toni karierę rozpoczął w wieku zaledwie 5 lat, od kartingu. W 2002 roku przeszedł do wyścigów samochodów jednomiejscowych, debiutując we Włoskiej Formule Renault. W pierwszym sezonie startów zmagania zakończył na 5. miejscu. W drugim kilkakrotnie znalazł się na podium, ostatecznie będąc sklasyfikowanym na 3. pozycji. W okresie posezonowym 2002 roku Fin osiągnął wielki sukces, w postaci mistrzostwa w zimowym cyklu tej serii.
W roku 2004 sięgnął po tytuł wicemistrzowski we Włoskiej Formule 3. Sezon później startował we Włoskiej Formule 3000. Pomimo wysokiej 4. lokaty, na koniec rywalizacji, nie był to udany rok dla Vilandera. W ciągu ośmiu wyścigów, zaledwie trzykrotnie dojechał do mety, dwukrotnie przy tym stając na podium (na włoskim torze Vallelunga Pratameno sięgnął po zwycięstwo).
W sezonie 2005 Fin wziął udział w dwóch rundach (na torach Spa-Francorchamps oraz Monza) prestiżowej serii GP2. W ekipie Coloni Motorsport zastąpił wówczas Włocha Gianmarię Bruni. W ciągu czterech wyścigów, ani razu nie znalazł się na punktowanej pozycji, najlepiej spisując się podczas drugiego wyścigu w Belgii, gdzie zajął ósme miejsce. W ostatniej eliminacji, na bahrańskim obiekcie Sakhir, fotel po Vilanderze przejął inny Włoch Ferdinando Monfardini.
W 2006 roku udanie zadebiutował we włoskich mistrzostwach GT, zdobywając tytuł mistrzowski już w pierwszym podejściu. Jego partnerem był wówczas Włoch Giambattista Giannoccaro. W tym samym sezonie wziął udział również w kilku wyścigach FIA GT. Zdobyte punkty sklasyfikowały go na 25. lokacie.
W kolejnym sezonie Vilander startował w barwach AF Corse, w najlepszej serii samochodów sportowych – FIA GT (obecnie są objęte rangą mistrzostw świata). Startując w pełnym cyklu, i tu okazał się najlepszy, partnerując Niemcowi Dirkowi Müllerowi. W roku 2008 obronił mistrzostwo, tym razem dzieląc fotel z Włochem Gianmarią Bruni.

## Wyniki w GP2
| Legenda oznaczeń w tabelach wyników Wyświetl szablon na nowej stronie | Legenda oznaczeń w tabelach wyników Wyświetl szablon na nowej stronie                                                                     |
| Oznaczenie                                                            | Wyjaśnienie |
| --------------------------------------------------------------------- | --- |
| Złoty                                                                 | Zwycięzca lub mistrzostwo |
| Srebrny                                                               | 2. miejsce lub wicemistrzostwo |
| Brązowy                                                               | 3. miejsce lub II wicemistrzostwo |
| Zielony                                                               | Ukończył, punktował (w klasyfikacji generalnej, gdy zdobył co najmniej jeden punkt na przestrzeni sezonu, poza trzema powyższymi opcjami) |
| Niebieski                                                             | Ukończył, nie punktował (w klasyfikacji generalnej, gdy nie zdobył co najmniej jednego punktu na przestrzeni sezonu)                      |
| Czerwony                                                              | Nie zakwalifikował się (NZ) |
| Czerwony                                                              | Nie prekwalifikował się (NPK) |
| Różowy                                                                | Nie ukończył (NU) |
| Różowy                                                                | Niesklasyfikowany (NS) (w klasyfikacji generalnej, gdy nie został sklasyfikowany w żadnym wyścigu sezonu)                                 |
| Czarny                                                                | Zdyskwalifikowany (DK) |
| Czarny                                                                | Wykluczony (WYK/EX) |
| Biały                                                                 | Nie wystartował (NW) |
| Biały                                                                 | Kontuzjowany (K/INJ) |
| Biały                                                                 | Wyścig odwołany (OD/C) |
| Bez koloru                                                            | Został wycofany (WYC/WD) |
| Bez koloru                                                            | Nie przybył (NP/DNA) |
| Bez koloru                                                            | Nie brał udziału w treningach (NT/DNP) |
| Bez koloru                                                            | Nie został zgłoszony (–) |
| Pogrubienie                                                           | Start z pole position |
| Kursywa                                                               | Najszybsze okrążenie wyścigu |
| †                                                                     | Nie ukończył, ale jego rezultat został zaliczony ze względu na przejechanie więcej niż 90% dystansu wyścigu.                              |
| *                                                                     | Sezon w trakcie |
| 1/2/3                                                                 | Punktowana pozycja w sprincie kwalifikacyjnym                                                                                             |
| Lista systemów punktacji Formuły 1                                    | |

| Rok  | Zespół            | Wyniki w poszczególnych eliminacjach | Wyniki w poszczególnych eliminacjach | Wyniki w poszczególnych eliminacjach | Wyniki w poszczególnych eliminacjach | Wyniki w poszczególnych eliminacjach | Wyniki w poszczególnych eliminacjach | Wyniki w poszczególnych eliminacjach | Wyniki w poszczególnych eliminacjach | Wyniki w poszczególnych eliminacjach | Wyniki w poszczególnych eliminacjach | Wyniki w poszczególnych eliminacjach | Wyniki w poszczególnych eliminacjach | Wyniki w poszczególnych eliminacjach | Wyniki w poszczególnych eliminacjach | Wyniki w poszczególnych eliminacjach | Wyniki w poszczególnych eliminacjach | Wyniki w poszczególnych eliminacjach | Wyniki w poszczególnych eliminacjach | Wyniki w poszczególnych eliminacjach | Wyniki w poszczególnych eliminacjach | Wyniki w poszczególnych eliminacjach | Wyniki w poszczególnych eliminacjach | Wyniki w poszczególnych eliminacjach | Punkty | Pozycja |
| ---- | ----------------- | ------------------------------------ | ------------------------------------ | ------------------------------------ | ------------------------------------ | ------------------------------------ | ------------------------------------ | ------------------------------------ | ------------------------------------ | ------------------------------------ | ------------------------------------ | ------------------------------------ | ------------------------------------ | ------------------------------------ | ------------------------------------ | ------------------------------------ | ------------------------------------ | ------------------------------------ | ------------------------------------ | ------------------------------------ | ------------------------------------ | ------------------------------------ | ------------------------------------ | ------------------------------------ | ------ | ------- |
| 2005 | Coloni Motorsport | SMR                                  | SMR                                  | ESP                                  | ESP                                  | MON                                  | NÜR                                  | NÜR                                  | FRA                                  | FRA                                  | GBR                                  | GBR                                  | HOC                                  | HOC                                  | HUN                                  | HUN                                  | TUR                                  | TUR                                  | ITA                                  | ITA                                  | BEL                                  | BEL                                  | BHR                                  | BHR                                  | 0      | 25      |
| 2005 | Coloni Motorsport | –                                    | –                                    | –                                    | –                                    | –                                    | –                                    | –                                    | –                                    | –                                    | –                                    | –                                    | –                                    | –                                    | –                                    | –                                    | –                                    | –                                    | 15                                   | 8                                    | 14                                   | 13                                   | –                                    | –                                    | 0      | 25      |